# آپای
آپای (به مجاری: Apaj) یک شهرداری در مجارستان است که در ناحیه راتس‌کوه واقع شده‌است. آپای ۷۱٫۰۴ کیلومتر مربع مساحت و ۱٬۲۵۷ نفر جمعیت دارد.